# Simbaya
Simbaya est une banlieue nord-est de Conakry, en Guinée. 

## Climat
Simbaya possède un climat de savane de type Aw selon la classification de Köppen. La température moyenne annuelle est de 27,3 °C. Les précipitations sont d'environ 1 429,8 mm par an, plus importantes en été qu'en hiver.

## Santé
Elle abrite le centre de santé Le Flamboyant

## Transports

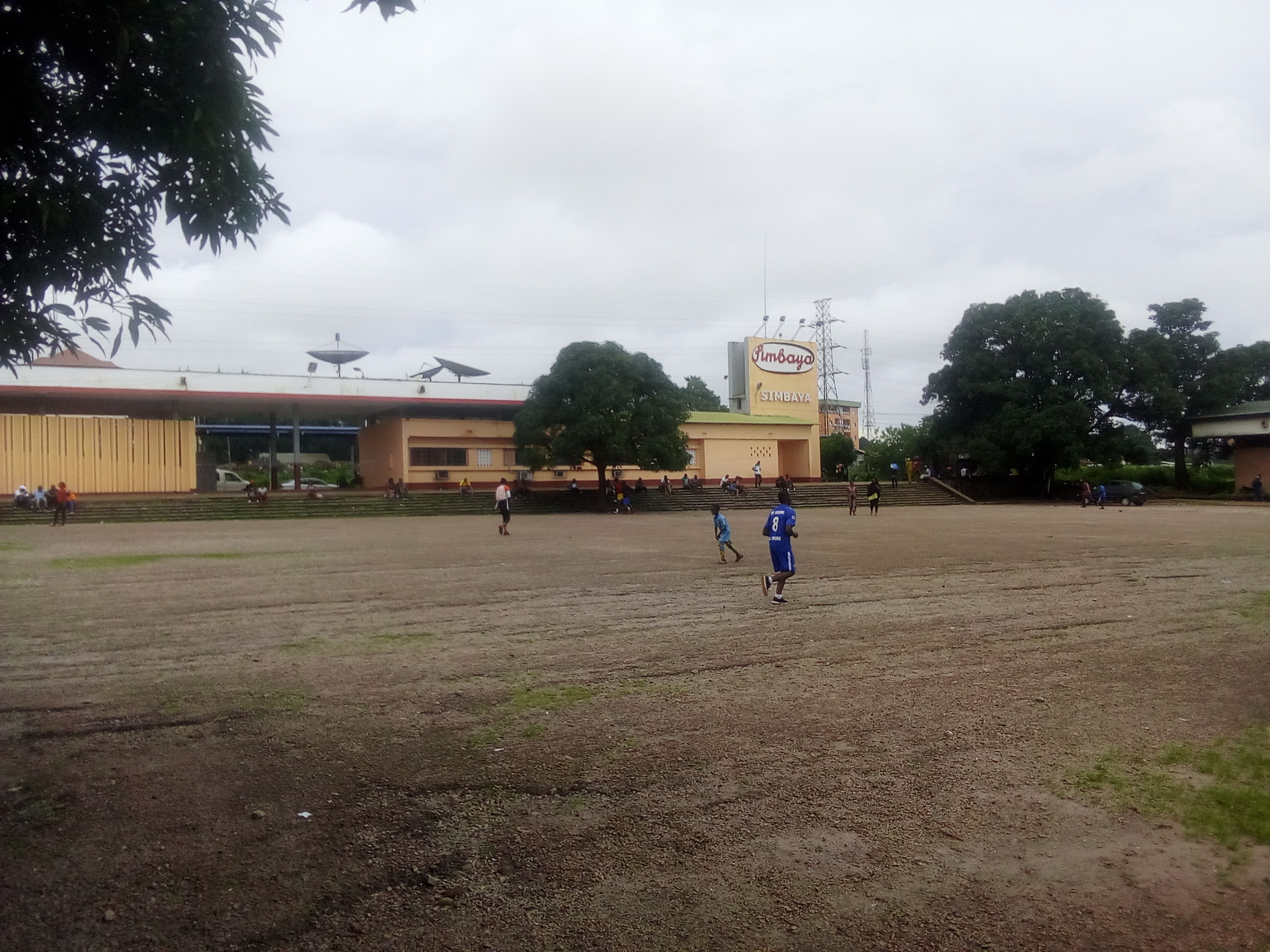
Esplanade de la gare.